# Биленштейн, Бернхард
Бернхард Биленштейн (нем. Bernhard Bielenstein; 9 (21) августа 1877 — 14 апреля 1959) — прибалтийский архитектор.
Родился в Добеле, в семье пастора, этнографа и лингвиста Августа Биленштейна. Он был младшим; до него родились: Max Bielenstein (1855—1860), пастор Louis Johann Emil Bielenstein (1858—1943), Martha Bielenstein (1860—1938), пастор и мученик Hans Bielenstein (1863—1919), Johanna Bielenstein (1864—1864), Emma Bielenstein (1865—1887), художник Siegfried Bielstein (1869—1949) и пастор Walter Adolf Axel Bielenstein (1872—1961).
Учился в Рижском политехническом институте, который окончил в 1904 году. Затем продолжил учёбу в Берлине. В 1905 году он основал свою собственную архитектурную фирму в Риге. Одновременно работал в Рижской ипотечной ассоциации. В 1907 году женился на Бетти фон Бергманн (1885—1963); у них родилось шесть детей.
Во время Первой мировой войны он был на военной службе; работал в разных военных учреждениях в Пскове и Витебске. С 1918 года вновь жил и работал архитектором в Риге.
В 1939 году был вынужден уехать из Риги. Во время Второй мировой войны работал в Познани сборщиком налогов. В 1945 году переехал в Германию; поселился в Эггентале, в 1958 году переехал в Неккарзульм. Умер в Хайльбронне.
В Риге он спроектировал более 30 жилых зданий, в основном в стиле модерн, т. н. рижский югендстиль, хотя некоторые из его зданий имеют черты латышского северного модерна; в их числе:
- улица Тербатас, 6/8 (1908)
- улица Августа Деглава, 2 (1909)
- Улица Гертрудес, 56 (1910)

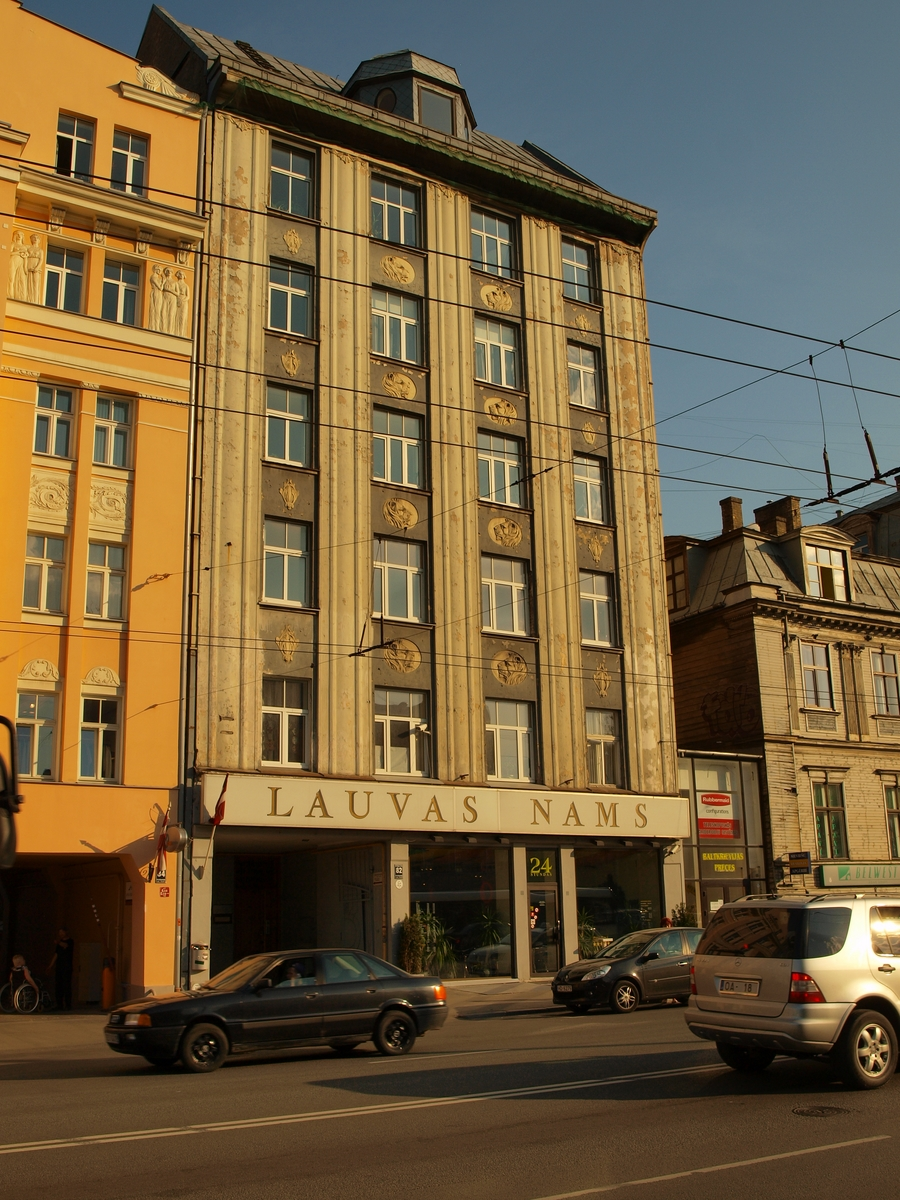
Ул. Бривибас, 82-84

- Улица Вальню, 22а (1910) — пасторат церкви Св. Петра был сооружён по проекту Анри ван де Вельде; Бернхард Биленштейн наблюдал за постройкой.
- улица Кришьяня Валдемара, 57/59 (1911)
- улица Бривибас, 82 (1913) и 84 (1912—1914)
- улица Артилерияс, 58 (1913)
- улица Варну, 2 (1914)